# 花瓶頂
花瓶頂是香港的山峰，頂高273米，位於大嶼山之東北，在大陰頂以東。花瓶頂之東坡直立著一尊狀如花瓶的巨石，故名花瓶石。